# 鯛島 (青森県)
鯛島（たいじま）は、青森県むつ市脇野沢（旧脇野沢村）の牛ノ首岬沖約800mの陸奥湾上にある無人島。下北半島国定公園に含まれ、1975年12月10日には海域公園（旧称：海中公園）に指定されている。

## 概要
その名の通り鯛に似ているから名付けられたといわれ、頭部は弁天島、尾の部分は立岩と呼ばれている。しかし実際の見た目には鯨の方が似ており、とくに弁天島に設置されている陸奥弁天島灯台が鯨の潮のように見える。
風化により1979年に立岩の中央部分が崩落したため現在は尾が欠けているように見えるが、青森県により風化防止工事が行われ、その後は現在の形が保たれている。
対岸の愛宕山公園や県道などから臨むことができ、見る位置（角度）によって頭部と尾の位置関係が変わるため、様々な鯛（もしくは鯨）の姿を見ることができる。
ふるさと創生事業により就航された観光遊覧船「夢の平成号」（4月15日 - 10月14日）のコースに入っており、近くから遊覧することができる。
鯛島周辺は、対馬海流の影響により、暖海性生物と寒流性生物が混生していることが大きな特徴であり、海中景観が優れていることから、鯛島周辺3.6ヘクタールが海中公園に指定された。陸奥湾を産卵場とするマダラの好漁場でもある。

## 悲恋伝説
征夷大将軍坂上田村麻呂が蝦夷征伐のために脇野沢に居留した際に、坂上田村麻呂と恋に落ちた村の娘の悲恋伝説が残っており、鯛島周辺の海藻はその娘の毛髪であるという言い伝えがあるため採捕は行われていない。